# Jianshe, Zhao'an
Jianshe (kinesiska: 建设) är en socken i sydöstra Kina. Den ligger i Zhao'an härad i staden Zhangzhou i provinsen Fujian, omkring 340 kilometer sydväst om provinshuvudstaden Fuzhou. Antalet invånare är 12350. Befolkningen består av 5 775 kvinnor och 6 575 män. Barn under 15 år utgör 16,0 %, vuxna 15-64 år 74 %, och äldre över 65 år 9,0 %.